# Klaas van Dijk (pianist)
Klaas van Dijk (Klazienaveen, 1959) is een Nederlands pianist en tandarts.

## Loopbaan
Gedurende zijn studietijd was Van Dijk actief als pop- en jazzpianist en componist, later steeds meer gericht op theater. Vanaf 1986 is hij begeleider van Paul van Vliet. Na zijn studie tandheelkunde verdiende Van Dijk eerst als muzikant zijn brood. Toen hij vader werd ging hij als tandarts aan de slag. Zijn muzikantenbestaan zette hij daarmee op een laag pitje. Wel werkte hij nog voor diverse theaterproducties, deels samen met zijn broer Martin, onder andere voor Seth Gaaikema en Paul van Vliet.
Sinds november 2016 is Van Dijk de pianist in het televisieprogramma Met het Mes op Tafel. Hij vervangt hier zijn broer Martin van Dijk, die in juni 2016 overleed. Van Dijk is tandarts in een tandartspraktijk in Groningen en in Gasselternijveen.